# House of the Butcher 2
House of the Butcher 2 (Originaltitel: Andre the Butcher, Arbeitstitel: Dead Meat) ist eine US-amerikanische Horrorkomödie von Philip Cruz aus dem Jahr 2005. Trotz des deutschen Verleihtitels ist es keine Fortsetzung des ein Jahr später gedrehten House of the Butcher, sondern ein eigenständiger Film. 

## Handlung
Die Cheerleaderinnen Jasmine, Cookie und Kristy, sowie ihr männliches Pendant Jimbo machen sich auf den Weg durch den Süden der Vereinigten Staaten, um an einem Wettbewerb teilzunehmen. Die Anhänger der Pro-Life-Bewegung geben sich allerdings nur nach außen hin christlich. bereits auf der Hinfahrt werden sie in eine Schlägerei mit einem verfeindeten Cheerleader-Team verwickelt. Etwas später haben sie einen schweren Unfall, nachdem Jimbo während eines Blowjobs die Kontrolle über den Wagen verliert.
Sie quartieren sich in einem scheinbar verlassenen Haus ein und vergnügen sich in mehreren Paarkonstellationen. Jedoch treibt sich in der Gegend „Andre the Butcher“, sowie Hoss und Tober, zwei Ausbrecher, herum. Während Jimbo und Kristy auf der Suche nach Hilfe sind, überfallen die beiden Ausbrecher Jasmine und Cookie. Kurz darauf erscheint jedoch Sheriff Cooper, der die beiden Ausbrecher dingfest macht. Als dieser jedoch versucht Jasmine zu vergewaltigen, kommt ihr Hoss zu Hilfe. Andre the Butcher hat derweil Kristy erwischt. Auf einem Fernseher sind ihre Sünden zu sehen, dann tötet er sie. 
Nachdem Andre the Butcher systematisch die Gruppe dezimiert, bleiben am Ende nur noch Jasmine, Hoss und Deputy Hollingsworth, eine schießwütige und arachnophobische Polizistin übrig. Ein mysteriöser Erzähler weiht Jasmine in das Geheimnis von Andre the Butcher ein: einst ein treusorgender, christlicher Familienvater wandte er sich von Gott ab, nachdem seine Familie bei einem tragischen Unfall ums Leben kam. Der Metzger rächte sich, indem er Menschen tötete und zu Fleisch weiterverarbeitete. Als die Menschen in seinem Wohnort dahinterkamen, lynchten sie ihn. Doch er konnte einen Deal mit Satan abschließen und sammelt seitdem Seelen für ihn ein. Nur ein Pfarrer kann ihn mit Gebeten und Weihwasser befreien. Dazu muss jedoch ein Ritual an seinem Sarg ausgeführt werden. Da Hoss zufällig Priester war und er auf seiner Flucht den Sarg gesehen hat, beschließen die drei ihn aufzuhalten.
Beim Showdown wird jedoch Deputy Hollinger getötet und die beiden anderen schwer verletzt. Zudem fehlt ihnen auch das Weihwasser. Jasmine und Hoss robben sich mit letzter Kraft zum Sarg. Hoss kann das Gebet sprechen und benutzt seinen Urin als Weihwasser. Als das Ritual abgeschlossen ist, fängt Andre the Butcher Feuer und stirbt.

## Hintergrund
Der Low-Budget-Film wurde im Avon Park von Lakeland, Florida gedreht. Der Originaltitel Dead Meat wurde später zu Andre the Butcher geändert, da es bereits einen irischen Film gleichen Namens gab.  Am Soundtrack beteiligten sich unter anderem Hades, Black Funeral und Pest. Darsteller des Butchers ist der Pornodarsteller Ron Jeremy.
Der Film wurde am 1. Februar 2005 auf dem Sundance Film Festival uraufgeführt. Die DVD erschien am 25. April 2006. Ähnlich dem Etikettenschwindel mit dem deutschen Titel, erschien ein DVD-Cover, dass keinerlei Ähnlichkeit mit dem Film hatte und eher am ernsten Mainstream orientiert war. Regisseur Philip Cruz gab später an, von der Marketing-Firma überrumpelt worden zu sein. Ursprünglich war ein Cover mit Ron Jeremy geplant, dass auch auf die komödiantische Seite des Films hinweisen sollte.

## Kritiken
House of the Butcher 2 ist ein Trashfilm mit stark komödiantischem Einschlag und einigen Splattereffekten.

„Stereotyper Psychothriller mit bemüht komödiantischem Einschlag und etlichen Slasher-Effekten.“